# Ser y tener
Ser y tener es un documental francés dirigido por Nicolas Philibert y estrenado en 2002.

## Argumento
Es un documental en el que se muestra la vida real de sus protagonistas. Se trata de un maestro muy entregado a su profesión, Georges López, que da clases a un número no muy elevado de alumnos, de distintas edades, en aula única, (todas comprendidas entre 4 y 10 años), en una escuela rural de un pueblecito de Francia, Saint Etienne sur Usson, en Puy de Dome. El profesor es serio, tranquilo, paciente con sus alumnos y los conoce bastante bien, de este modo se hace con el respeto y la autoridad por parte todos, a los que día a día ayuda a descubrir las ventajas de la naturaleza, les transmite una serie de valores... Todo ello complementando el verdadero pilar educativo, que es el familiar. 
Sin dejarnos indiferentes, este documental nos invita a la reflexión, haciéndonos ver la labor y entrega de un solo maestro a alumnos de distintas edades, y vemos cómo conoce a cada uno e intenta responder a sus distintas necesidades e intereses.

## Premios
Recibió entre otros premios
- Premiada en el Festival de Cine de Valladolid 2002.
- Obtuvo el Premio de Cine Europeo al mejor documental, en 2003